# Mehla
Mehla ist ein Ortsteil der Stadt Zeulenroda-Triebes im Landkreis Greiz.

## Lage
Der Ort Mehla befindet sich etwa elf Kilometer (Luftlinie) westlich der Kreisstadt Greiz und etwa zwei Kilometer östlich vom Stadtzentrum von Triebes. Als höchste Erhebung gilt der Buchhügel (419 m ü. NN). Der Verkehr von und nach Mehla verläuft über die Landstraßen 1083/1084.

## Geschichte
Die älteste urkundliche Erwähnung des Ortes stammt vom 18. Juni 1462 als Meilan. Der Ortsname ist sorbischen Ursprungs und ist aus dem Personennamen „Milanj“ abgeleitet. Bodendenkmale in der Umgebung Mehlas weisen jedoch auf ein höheres Alter des Ortes hin. Bis 1918 gehörte das Dorf zum Fürstentum Reuß älterer Linie. Während der Zeit der DDR gehörte es zum Kreis Zeulenroda im Bezirk Gera.
Am 6. April 1994 wurde Mehla nach Triebes eingemeindet. Im Ortsteil Mehla leben heute etwa 306 Menschen.